# Marik Péter
Marik Péter (Budapest, 1938. november 3. – Budapest, 2016. július 27.) Jászai Mari-díjas magyar színész, operetténekes. Rajnai Gábor színész mostohaunokája, Németh Marika primadonna második férje.

## Pályafutása
1957-ben érettségizett, s ugyanebben az évben felvételt nyert a Liszt Ferenc Zeneművészeti Főiskolára (Zeneakadémiára). Itt szerezte énekművész-tanári diplomáját 1964-ben. Tanárai Maleczky Oszkár és Tito Schipa voltak. Előbb mint ügyelő dolgozott, később az Operaház segédrendezője lett 1962–1969 között. 1968-tól segédrendező volt az Erkel Színházban. Ezután a Fővárosi Operettszínház stúdiójában tanult. 1970-től haláláig az Operettszínházban mint bonviván szerepelt. Külföldön is fellépett, többek között Görögországban, Hollandiában, az USA-ban és Angliában is.

## Magánélete
1971. július 14-én feleségül vette Németh Marika primadonnát, akivel 25 évig éltek házasságban. 1998-ban Barlay Anette-tel kötött házasságot.

## Színházi szerepei
A Színházi Adattárban regisztrált bemutatóinak száma: 87.
| - Kálmán Imre: A csárdáskirálynő....Edvin; Feri bácsi; Kerekes Ferkó; Leopold Mária - Fall: Pompadour....René - Leigh: La Mancha lovagja....Atya - Jacobi Viktor: Sybill....Petrov; Nagyherceg - Bródy Tamás: Elfelejtett keringő....Ronchaud - Scserbacsov: Dohányon vett kapitány....Korzakov - Lehár Ferenc: A mosoly országa....Szu-Csong herceg - Kálmán Imre: A cirkuszhercegnő....Mister X; Szakács - Offenbach: Orfeusz az alvilágban....Ariszteusz - Lehár Ferenc: Cigányszerelem....Józsi; Dragotin Péter; Mihály - Strauss: A denevér....Eisenstein; Falke - Kacsóh Pongrác: János vitéz....Bagó - Sztrelnyikov: Violetta....Nyikita - Jacobi Viktor: Leányvásár....Tom Miggles - Suppé: Boccaccio....Lotteringhi - Huszka Jenő: Mária főhadnagy....Draskóczy Ádám; Simonich; Herceg - Ribnyikov: A remény (Juno és Avosz)....Rezanov gróf - Zerkovitz Béla: A szélhámoskirály....Ők Dragonyos; Szőrmekereskedő; József főherceg - Offenbach: A Gerolsteini nagyhercegnő....Pál herceg - Kálmán Imre: Hajmási Péter.... - Váradi Katalin: Szép primadonna, csodál a világ.... - Huszka Jenő: Huszka Jenő-emlékest....Ali basa; Illésházy - Csiky Gergely: A nagymama....Örkényi báró - Ábrahám Pál: Viktória....John Cunlight - Kálmán Imre: Marica grófnő....Dragomir; Tschekko - Gore: Fame.... - Offenbach-Strauss: Térj vissza hozzánk.... - Ránki György: Muzsikus Péter kalandja....Viola bácsi | - Kander: Nercbanda....Walter Hatfield - Dés László: Valahol Európában....Tanító - Szakcsi Lakatos Béla: Dobostorta....I. Ferenc József - Békeffi István: A régi nyár....Báró Jankovits János - Szirmai-Bakonyi: Mágnás Miska....Korláth gróf - Kander-Ebb: Kabaré....Schulz úr - Levay: Elisabeth....Max, bajor herceg; Károlyi István gróf - Porter: Kánkán....Paul Barriere - Molnár Ferenc: A doktor úr....Csató - Móra Ferenc: A kincskereső kisködmön....Küsmödi - Lévay Szilveszter: Mozart!....Doktor Messmer - Leopold: Sajnálom, Mr. tegnap!....Frederick - Segal: Love Story....Phil - Thomas: Charley nénje....Sir Francis Topplebe - Létraz: A szerencse fia....Clior - Zerkovitz Béla: A csókos asszony....Báró Tarpataky - Miklós Tibor: Menyasszonytánc....Cosma - Wildhorn: Rudolf....Bratfisch - Machiavelli: Mandragóra....Nicia mester - Offenbach: Párizsi élet....Alfonz - Lehár Ferenc: A víg özvegy....Bogdanovics - Kálmán Imre: A bajadér....Dewa - Levay: Rebecca - A Manderley-ház asszonya....Frith - Tamási Áron: Ördögölő Józsiás....Kámzsa - Tolcsvay László: Isten pénze....Jonathan - Farkas Ferenc: Csínom Palkó....Rézangyal; Berci |

## Filmjei
- Fuss, hogy utolérjenek! (1972)

## Díjai
- Jászai Mari-díj (1983)
- Aase-díj (2004)
- Gobbi Hilda-díj (2004)
- Nagy Miklós-díj (2007)[6]